# Nagna yoga

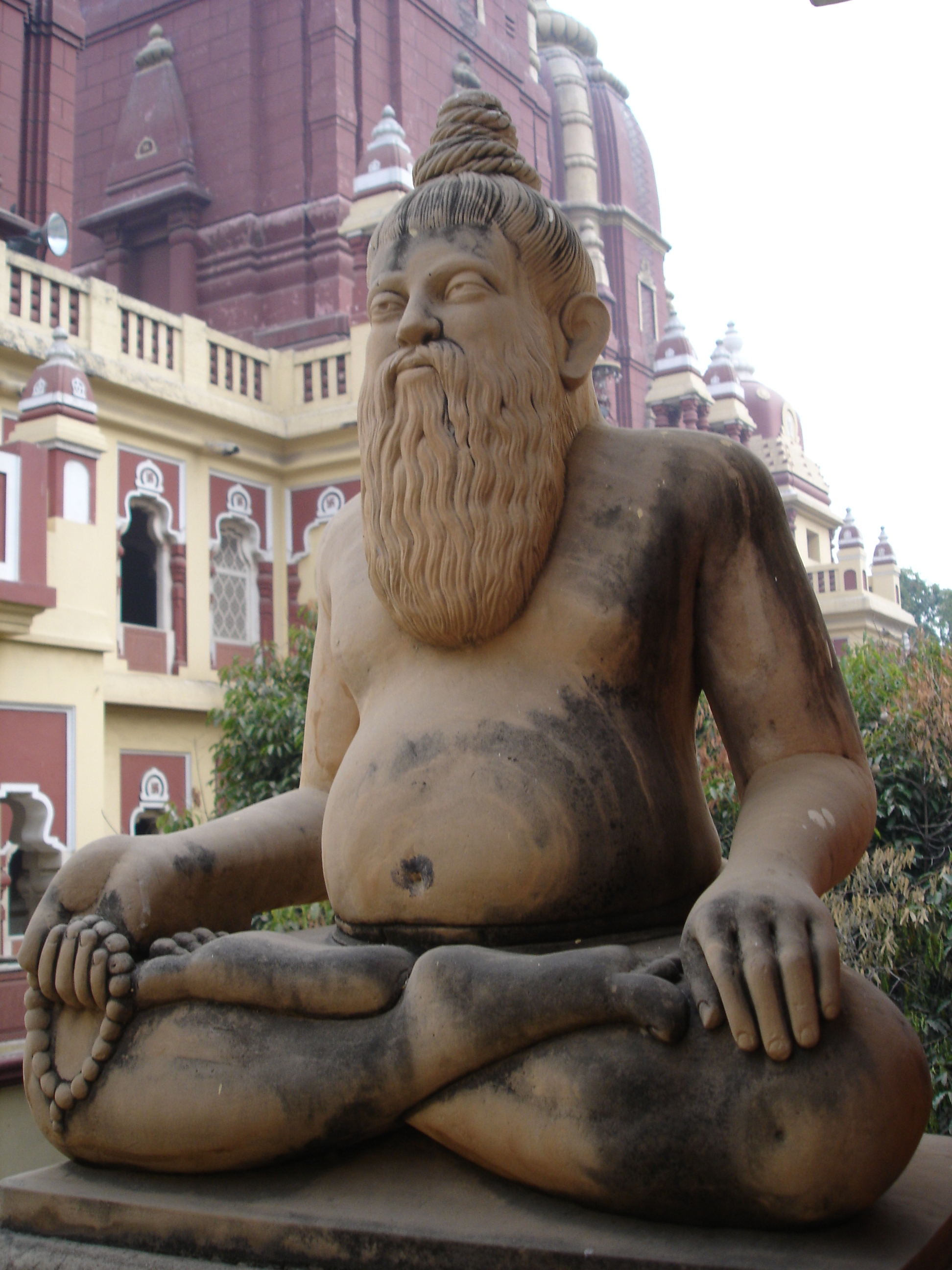
Skulptur av indisk yogi, Delhi

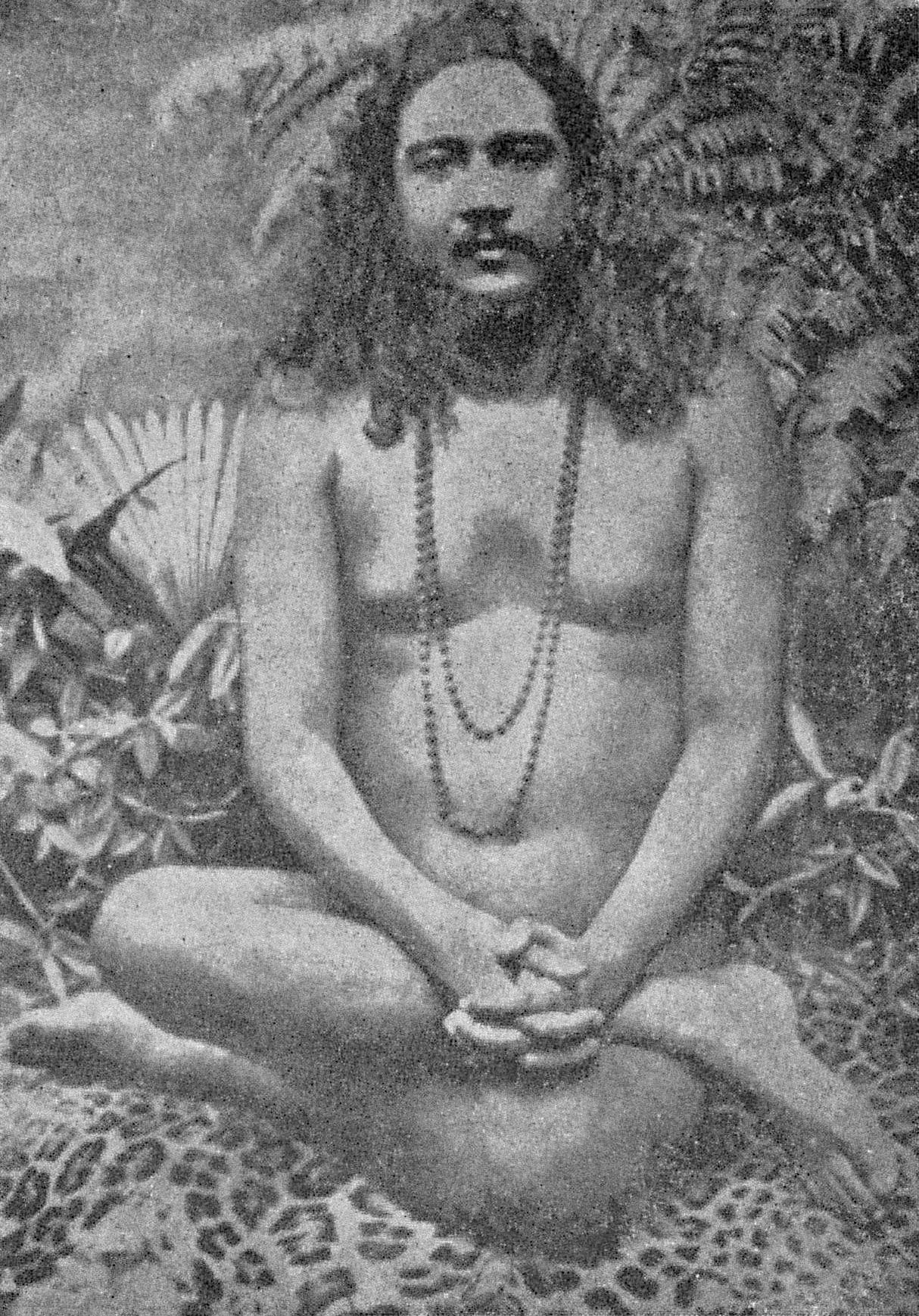
Nigamananda Paramahansa, yogi och hinduisk ledare, Indien, 1904.

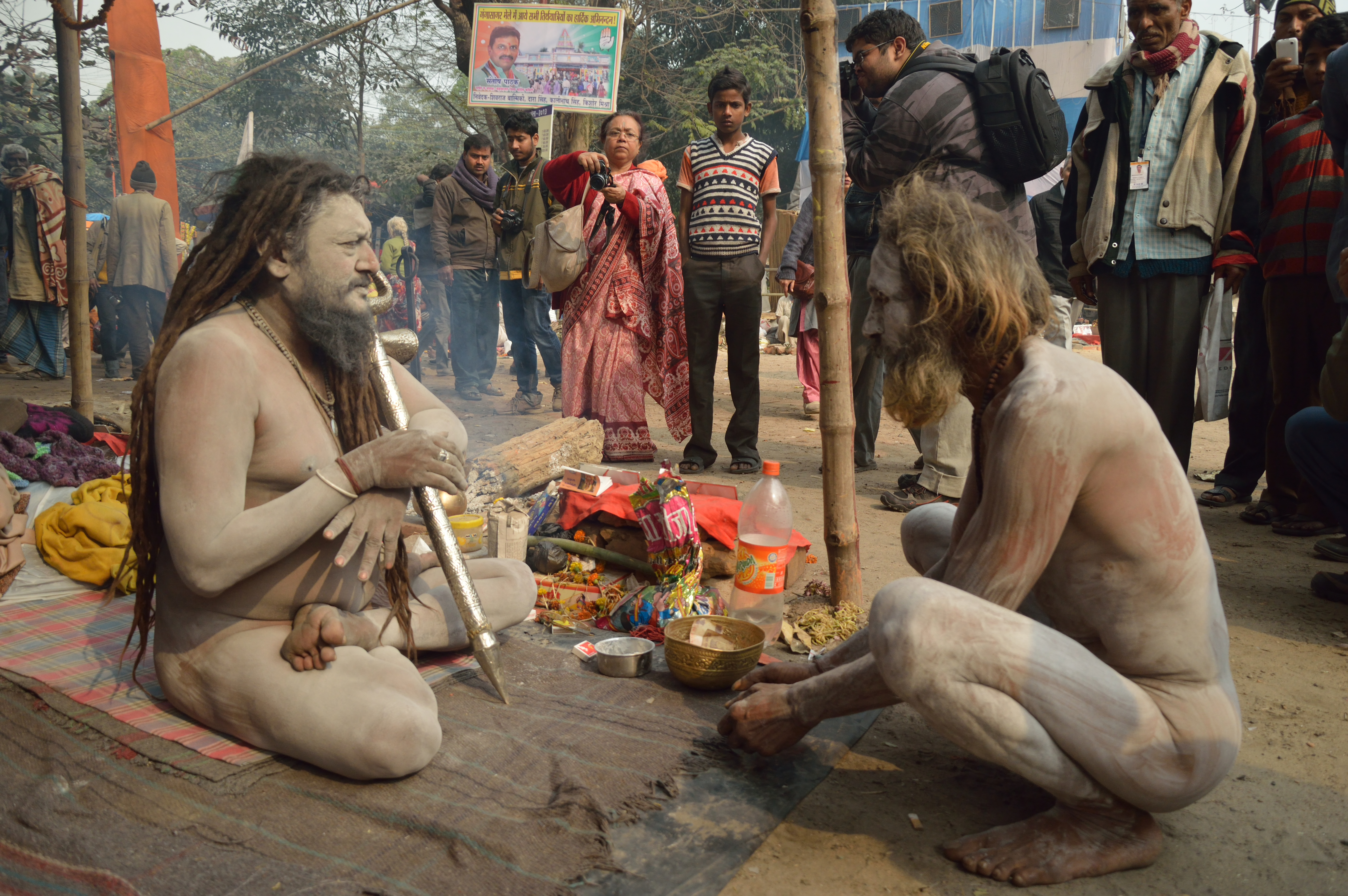
Naga sadhus, Indien, 2013.

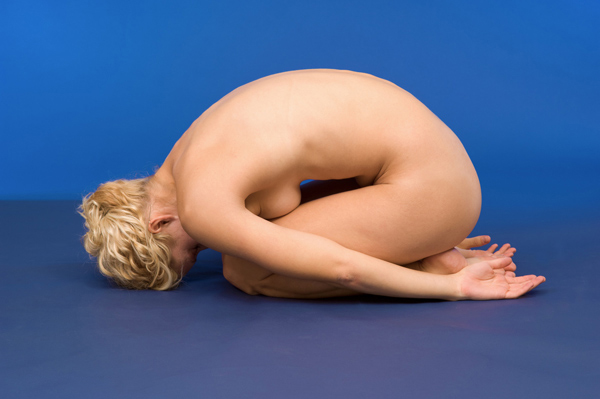
Västerländsk "naked yoga" 2011.

Nagna Yoga, "nakenyoga" (sanskrit nagna betyder "naken, fri, ren, jungfrulig"). Yoga utan kläder har förekommit i Indien sedan urminnes tider. Även sedan yoga introducerades i västerlandet i slutet av 1800-talet har nakenhet vid yoga tidvis förekommit, framför allt i privata sammanhang, i hemmet och i naturen, men även i större grupper, inte minst bland naturister. Under det senaste decenniet har "nakenyoga" blivit mycket uppmärksammat i massmedia genom nya yogakurser och yogagrupper i framför allt USA och Europa. 

## Historia
Västerländska yogakurser av idag förknippas ofta med heltäckande klädsel. I äldre tider i Indien var utövarna förhållandevis lätt klädda. Nakenhet var inte ovanligt. I antika grekiska dokument omtalas gymnosofister (grek. nakna vismän eller yogis) i Indien. Det har diskuterats om detta beskrivit de “luftklädda" jainisterna, digambara, eller den grupp som kallats "naga sadhus", två exempel på grupper av asketer eller yogis som avsiktligt varit helt oklädda. 
I västerlandet fick yoga förankring i Tyskland och Schweiz under 1800-talet, inte minst genom rörelser som idealiserade indisk och indoeuropeisk kultur, exempelvis teosofin, som var starkt influerad av hinduism. En bredare kulturström, Lebensreform, hade sedan slutet av 1800-talet betonat värdet av meditation, nakenhet och yoga. I början av 1900-talet förordade många hälsoteoretiker nakenhet som en källa till hälsa och välbefinnande och som en väg bort från tidens konstlade livsstil. Under 1930-talet kom det ovan nämnda ordet gymnosofi att tas upp som beteckning på nystartade grupper i Frankrike, Storbritannien och USA som praktiserade nakenhet, asketism, meditation och yoga.  
Från omkring 1968 påverkades Nordeuropa och USA av en tidsanda som förespråkade en ny syn på nakenhet. Den skulle vara naturlig och okomplicerad, inte nödvändigtvis kopplad till sexualitet. Klädkoden på exempelvis stränder kom delvis att förändras, åtminstone fram till 1990-talet. Under denna tid förekom nakenyoga i ensamhet eller i mindre grupper och då inte bara inom exempelvis hippierörelsen eller New Age-kretsar.   En naturlig förebild var förstås äldre tiders indiska yogis – vanligen i det närmaste nakna.
Filmer från 1960-talet skildrar nakenyoga som helt okomplicerad, exempelvis i Bob & Carol & Ted & Alice (1968). Andra exempel är The Harrad Experiment och Naked Yoga (1974). Lena Nyman utövar yogaövningar naken i filmen Jag är nyfiken gul (1967).

## Historia i vår tid
På 1990-talet kom nakenyoga att få stor uppmärksamhet I massmedia. År 1998 startade en man kallad Jayadev en yogagrupp i New York City kallad "Midnight Yoga for Men", där deltagarna praktiserade "naked before the infinite" som sadhus traditionellt hade gjort. 
Aaron Star, ägare av “Hot Nude Yoga", hade startat en verksamhet 2001 som kombinerade Ashtanga, Kundalini, Contact Yoga och Tantra. Genom framgången med “Hot Nude Yoga", startades flera liknande yogagrupper i olika storstäder, London, Moskva, Madrid och Sydney. De flesta var endast öppna för män, utövande av nakenyoga har därför främst blivit förknippat med homosexuella män.
Under augusti 2013 har Lady Gaga, som arbetat med bikram yoga under flera år, publicerat en film, The Abramović Method Practiced by Lady Gaga. Filmen har i massmedia allmänt uppfattats som ett exempel på "naked yoga". Det filmen visar liknar dock inte bikram yoga, som är en fitness-inriktad yoga, grundad i USA på 1990-talet av Bikram Choudhury. Filmen är i stället inspirerad av performancekonstnären Marina Abramović, som förespråkat vissa förhållningssätt som på många sätt ansluter till äldre yogatradition.

## Kommentar
Yoga har blivit mycket utbrett, modedesigners och klädföretag har sett en ny växande målgrupp (det finns idag 20 miljoner yogautövare i USA som årligen spenderar 10 miljarder dollar på yogakurser och yogarelaterade produkter). 
Yogakurser, med deltagare i moderiktiga träningskläder, kan numera ibland upplevas som modevisningar. Traditionellt orienterade utövare av yoga kan störas av denna nya ytlighet, som ersätter ett äldre sökande efter djup. Det kan vara svårt att bortse från denna aspekt om man vill förstå ett intresse för en återgång till en mer avskalad yoga. 
En annan aspekt på frågan är nakenyoga, nagna yoga, skildrad i bild i massmedia och på internet. Yoga kan ibland ses som hyllning till, eller närmast en dyrkan av, en förening av kroppens och själens skönhet. Detta kan bli mycket tydligt i bilder av vältränade utövare av nagna yoga och kan förklara att uppmärksamheten på denna yogaform i bild och på film sannolikt är större än vad som motsvaras av dess utövande.